# Перевоз (Бережанська волость)
Перевоз (рос. Перевоз) — присілок в Островському районі Псковської області Російської Федерації.
Населення становить 21 особу. Входить до складу муніципального утворення Бережанская волость.

## Історія
Від 2015 року входить до складу муніципального утворення Бережанская волость.

## Населення
| 2001 | 2002 | 2010 |
| ---- | ---- | ---- |
| 25   | ↗35  | ↘21  |